# Juegos Olímpicos de Berlín 1916
Los Juegos Olímpicos de Berlín 1916, oficialmente conocidos como los Juegos de la VI Olimpiada, iban a celebrarse en la ciudad de Berlín, Alemania, en el año de 1916. Sin embargo, los eventos bélicos de la Primera Guerra Mundial llevaron a la cancelación de los Juegos. Berlín fue seleccionada como ciudad sede durante la 14.ª Sesión del Comité Olímpico Internacional, celebrada el 4 de julio de 1912 en Estocolmo, Suecia. La capital alemana venció a Alejandría, Ámsterdam, Bruselas, Budapest y Cleveland. Más tarde, en 1936, Berlín celebró la XI edición de los Juegos.

## Historia
En agosto de 1912 se iniciaron los trabajos de construcción del Deutsches Stadion. Se planeó que tuviera una capacidad de 18 000 espectadores. El 8 de junio de 1913, se llevó a cabo la inauguración del estadio en presencia de 60 000 personas. Tras el estallido de la Primera Guerra Mundial, los Juegos fueron cancelados.
Se había planeado una semana invernal para realizar eventos deportivos de patinaje en velocidad, patinaje artístico, hockey sobre hielo y esquí nórdico, lo que podría considerarse como los primeros Juegos Olímpicos de Invierno. En 1931, Berlín venció a Barcelona y obtuvo la sede de los Juegos Olímpicos de 1936.